# 秋山太一郎
秋山 太一郎（あきやま たいちろう、1915年〈大正4年〉8月16日 - 2006年〈平成18年〉1月5日）は、日本の医学者、医学博士（東京大学）、実業家。補綴材（エピテーゼ、プロテーゼ）の研究者。株式会社高研の創業者。株式会社荘内日報社元社長・元会長。鶴岡市行政顧問。勲四等瑞宝章。山形県鶴岡市出身。「世界にさきがけ、独創に生きる」を座右の銘とした。

## 人物・略歴
医療用高分子の研究の分野で活躍し、血液樹脂、合成高分子、医用シリコーン、医療用の生体モデルなどを開発し、医療技術の向上に貢献した。略歴は以下のとおり。
- 1915年（大正4年）8月16日、山形県西田川郡鶴岡町（現在の山形県鶴岡市）に発明家・秋山好市の長男として生まれる。父・好市は新技術を考案する才能に長け、発明家・斎藤外市の助手となっており、のちに独立し秋山商会を設立している。同年9月、県立千葉病院（現在の千葉大学医学部附属病院）歯科外科第二部の入戸野賢二、松本清次郎より顔面および鼻翼欠損に歯科学的補綴装置を施した例が報告されている。なお、本報告内で「（前略）本邦に於いては石原教授の鼻欠損と口蓋欠損とを連結して補綴装置を施せる例（未発表）のほか殆ど報告に接せず（後略）」とある。
- 1924年（大正13年）、この頃、千葉医科大学附属病院（現在の千葉大学医学部附属病院）歯科口腔外科の森忠男が下顎骨半側関節離断後の患者に補綴装置を施したる一症例を報告している。
- 1929年（昭和4年）、この頃、「各種異物挿入に依る隆鼻手術の実験的研究」が西端驥一（東京下谷病院、東京臨海病院の前身）、村上正德（倉敷中央病院）により報告される。なお、本報告内に「下顎骨骨折に象牙プロテーゼを応用せしを始となす」とある。
- 1930年（昭和5年）、この頃、東京高等歯科医学校（現在の東京医科歯科大学）の檜山健兒が技工的造鼻について報告している。なお、本報告内で「従来使用された材品は陶材、セルロイド、銅、銀、アルミニウム、蒸和ゴムおよびゼラチン合剤等種々あるが、此の内最も多く使用さるる材品は銅、蒸和ゴム、セルロイド、ゼラチン合剤等である。」としている。
- 1931年（昭和6年）、この頃、東京帝国大学医学部口腔外科教室教授の都築正男が口腔病学会にて顎切除後に於ける外科的補綴的療法について報告している。
- 1932年（昭和7年）、この頃、京都帝国大学医学部耳鼻咽喉科教授の星野行恒が上顎骨切除後に装置する「プロテーゼ」について報告している。
- 1934年（昭和9年）、秋山が山形県立鶴岡中学校（現在の山形県立鶴岡南高等学校）を卒業する。
- 1936年（昭和11年）、この頃、金沢医科大学耳鼻咽喉科教授の松田龍一が遺伝梅毒による鞍鼻、鼻中隔全欠損及び軟口蓋一部欠損の整形並びに補綴例について報告している。
- 1937年（昭和12年）４月、東京帝国大学医学部歯科学教室の土肥健次が口腔病学会にて外鼻欠損に対する技巧的補綴を施した例を報告している。なお、本報告内で「（前略）蒸和護謨に依る義鼻最も多数を占め、次で「ゲラチン」合剤に依る義鼻にして最近報告せられし症例は殆ど「ゲラチン」合剤に依るものと言ふも過言に非ず。其他「セルロイド」、金属、蝋、等に依って製作せし義鼻の症例報告あり。」とある。
- 1939年（昭和14年）、日本歯科医学専門学校（現在の日本歯科大学）を卒業し、同年12月27日に歯科医籍に登録された（登録番号27383）。医用材料研究を続けるため、東京帝国大学医学部歯科学選科（大学院に相当）に進む。
- 1941年（昭和16年）、東京帝国大学医学部歯科学選科を修了。同大学医学部歯科学教室（金森虎男教授）に入局し歯科補綴主任となり、エピテーゼ、プロテーゼのための材料研究をかさねる（1953年まで）。この頃、逓信省の電気試験所や東京芝浦電気社がシリコーンの研究に着手する。
- 1944年（昭和19年）、東京帝国大学理学部化学科に進み、医用材料研究を続ける。この頃、米国Dow Corning社がシリコーンオイルの製造を開始した。
- 1945年（昭和20年）10月から11月、文部省学術研究会議による原子爆弾災害調査研究特別委員会医学科会（責任者；都築正男）のメンバーとして、広島において原爆被災者の口腔調査を実施。同年「陳旧性上顎切除創に対する補綴法」「動揺歯の新固定装置」を発表。
- 1946年（昭和21年）、血液を生体由来材料として有効活用するべく樹脂化を試み、「血液樹脂」と称した。
- 1947年（昭和22年）、上野動物園よりナベヅルの折れた嘴の修復依頼あり、入れ歯を作り治療にあたる。その模様がのちにNHKで放送される。この頃、米国General Electric社がシリコーン製造工場を建設する。
- 1948年（昭和23年）3月18日、東京大学より医学博士学位が授与される。
- 1949年（昭和24年）5月、上野動物園より依頼され、カラスの折れた嘴を修復。その模様がサン写真新聞朝刊に「折れたカラス君のくちばしを直す」と古賀忠道動物園長とともに掲載される。この頃から信越化学工業社がシリコーンの基礎研究を開始する。
- 1950年（昭和25年）、研究成果として「鶴・鴉の義嘴の研究」（雑誌「歯科展望」、1月発行）、「メラミン樹脂の人工歯としての応用」（雑誌「歯科学雑誌」、8月発行）、「合成樹脂（Polyvinylalchol）による組織包法理法」（雑誌「科学」、11月発行）を発表。
- 1951年（昭和26年）5月より日本歯科大学理工学科の講師となる。12月発行の雑誌「歯科展望」に「口腔内即時裏装法」を発表。この頃からDow Corning社やGeneral Electric社のシリコーンが国内で流通し始める。医療用途としてはメス、鉗子、剪刀など鋼製小物の簡易消毒剤として用いられている。
- 1952年（昭和27年）、雑誌「歯科展望」に「柔軟樹脂とその応用」「柔軟樹脂の歯科領域への応用」「メタアクリル酸メチルによる常温重合樹脂の取扱い指針」を発表。
- 1953年（昭和28年）、日本歯科大学理工学科の教授に就任。「柔軟樹脂とその応用」「柔軟樹脂を応用した床補綴法」「レジン歯の活用法二題」を発表。
- 1954年（昭和29年）、この頃生体内に使用する埋入用補填材「Elicon（エリコン）」を開発する。ジメチルポリシロキサンを基材とした「Elicon」は架橋条件を調整することで脂肪状、軟骨状、ゴム状、スポンジ状とさまざまな種類があった。「柔軟樹脂を応用した補綴法」「図説によるレジン取扱いの系統」を発表。
- 1955年（昭和30年）、この頃から国内において米国製シリコーンオイルが美容目的の充填剤として使われ始める。ストックホルムで第1回国際形成外科学会が開催される。東京大学医学部にて月1回土曜日に整形外科（三木威勇治教授）、歯科口腔外科（河野庸雄教授）、耳鼻咽喉科（切替一郎教授）などの持ち回りで形成外科に関する集談会が開催され、秋山もコアメンバーとして参加する。同年、順天堂大学医学部眼科の講師となる（1965年まで）。この頃から米国の形成外科医Dr. A. J. Barskyらがニューヨークで広島の原爆被災者の治療に当たっている。同年10月に開催された第6回日本歯科医学会総会にて「柔軟樹脂による口腔及び顔面、手指の補綴について」の研究発表を行う。ほか「エチルシリケートの歯科応用」「充填材の研究」を発表。
- 1956年（昭和31年）、第57回日本耳鼻咽喉科学会学術講演会にて「柔軟樹脂による顔面補綴整形」の研究発表（6月26日付け北海道新聞に記事掲載）。ほか「血液樹脂による人工骨の研究」「軟組織様合成樹脂としてのヂメチルポリシロキサン」「医学と合成樹脂」「毛髪の染色と漂白について」を発表。
- 1957年（昭和32年）発行の歯科技工に「折れたクチバシ」が掲載される。同年2月発行の雑誌「最新医学＝The Medical frontline」に「補綴形成術について」を発表。6月には三木威勇治教授の発案により第一回形成外科研究会が開催される。
- 1958年（昭和33年）、「有機珪素化合物-軟組織様合成樹脂-の補綴　口腔外科領域への応用」「ヂメチルポリシロキサンの医学応用の基本」を発表。大阪市立大学医学部整形外科の講師となる（1986年まで）。第二回形成外科研究会が４月に開催される。11月に発足した日本形成外科学会の評議員となる（1970年まで）。
- 1959年（昭和34年）、第15回日本医学会総会（会頭　内村祐之、準備委員長　三木威勇治）にて形成外科に関する特別講演を行う。同年6月発行の雑誌「臨床検査」に「座談会 プラスチツクの常識」が掲載される。座談会メンバーは石井威望（東京大学工学部機械工学科）、松村義寛（東京女子医科大学生化学教室）、松橋直（東京大学医学部血清学教室）、高橋昭三（東京大学医学部細菌学教室）、樫田良精（東京大学医学部付属病院中央診療部）と秋山。同年7月発行の雑誌「形成美容外科」に「座談会 DR. A. J. Barskyを囲んで」が掲載される。座談会メンバーは藤田馨一（東京大学耳鼻咽喉科学教室音声言語障害部門）、後藤威（東京大学整形外科学教室）、川島彌（昭和医科大学整形外科学教室主任教授）、桐沢長徳（東北大学眼科学講座教授）、倉田喜一郎（東京警察病院形成外科）、増田種男（東京大学歯科口腔外科学教室助教授）、三木威勇治（東京大学整形外科学教室主任教授）、大森清一（東京警察病院皮膚科泌尿器科部長）、小野春夫、丹下一郎（東京大学整形外科学教室）と秋山。同7月発行の口腔外科学会誌に東京大学医学部口腔外科教室の戸辺三千男、斎藤志朗、小林英弥らの「有機珪素化合物（Dimethylpolysiloxan）による顔の形成手術2例について」が掲載される。同年10月、高研工業株式会社を設立する（本社所在地は東京都新宿区下落合）。設立時の代表は共同創業者の石坂巌。会社設立と同時に自宅にエピテーゼ、プロテーゼに関する私設研究室「メディカル・プラスチックス・センター」（通称　クリニック、後の「外装プロテーゼ」部門）を設ける。「より多くの患者を助けるために、また研究を得るため」の会社設立と後に語っている。
- 1960年（昭和35年）、日本整形外科学会による学会賞を受賞する。同年1月発行の高分子学会の機関誌「高分子」にて「形成美容外科と人工高分子」を発表。
- 1961年（昭和36年）、和歌山県立医科大学整形外科の講師となる（1986年まで）。
- 1963年（昭和38年）、日本歯科大学理工学科教授を退任。高研工業社内に研究開発部署として日本医用高分子材料研究所（旧メディカル・プラスチックス・センター）を設ける。このころ、食道がん術後の高見順を診療している（著書「高見順日記」）。
- 1964年（昭和39年）、安部公房が秋山に着想を得た小説「他人の顔」を発表。
- 1965年（昭和40年）製作の映画「悪党」（監督・脚本・新藤兼人）にスタッフとして参加する。
- 1966年（昭和41年）製作の映画「他人の顔」（監督・勅使河原宏、原作・脚本・安部公房、スチール・吉岡康弘）、映画「赤い天使」（監督・増村保造）にスタッフとして参加する。同年、岩手医科大学形成外科の講師となる（1987年まで）。同年8月19日、NHK教育テレビ「未来の道」で「人体パーツをつくる -人工のからだ-」として秋山のクリニック内の様子が放送される。
- 1967年（昭和42年）製作の映画「日本のいちばん長い日」（監督・岡本喜八）にスタッフとして参加する。
- 1968年（昭和43年）9月、目黒区中根に移設した日本医用高分子材料研究所の所長となる。
- 1969年（昭和44年）11月、高研工業株式会社の社名を株式会社高研に変更。このころ鶴岡市は秋山による寄附を受け「秋山考案奨励基金」を設けた。
- 1971年（昭和46年）6月、第1回フランス美容形成外科学会の名誉会長に就任。
- 1972年（昭和47年）2月、生物系材料（バイオマテリアル）を素材とする商品を扱う株式会社バイオプラスチック高研、特殊金属製機械器具を扱う株式会社ミクロ高研を設立。ミクロ高研社はのちに株式会社医用精機高研と社名変更。
- 1973年（昭和48年）、聖マリアンナ医科大学耳鼻咽喉科の講師となる（1976年まで）。
- 1974年（昭和49年）、研究成果が月刊総合雑誌「宝石」（4月号陽春特別号）に「人体の”部品”を作る名人」（写真と文・吉岡康弘）と掲載される。同年、久留米医科大学耳鼻咽喉科の講師となる（1976年まで）。
- 1975年（昭和50年）製作の映画「鬼の詩」（監督・村野鐵太郎、原作・脚本・藤本義一）に美術スタッフとして参加する。同年、帝京大学医学部耳鼻咽喉科の講師となる（1987年まで）。
- 1976年（昭和51年）10月、医学用エレクトロニクス製品を扱う株式会社メディトロニクス高研（株式会社アグリテクノ高研の前身）を設立。社名の「メディトロニクス」はメディカル・エレクトロニクスを略した造語。同年12月、第6回日本創傷治癒学会にて特別講演を行う。
- 1977年（昭和52年）3月、「医療に最適な材料はシリコーンだけではないはず」と考えていた秋山は米国コーネル大学からコラーゲン研究者である宮田暉夫を研究所所長に招聘する。同年7月、医育用生体モデルに関する実用新案を出願する。考案者は切替一郎（元東京大学耳鼻咽喉科教授）と秋山。このころ東京女子医科大学 医用工学研究施設 教授の桜井靖久らともに患者シミュレータの研究を開始する。同年11月発行の雑誌「医科器械学」にて「医療技術実地修練用シミュレータ（とくに救急蘇生術訓練用）の開発について」（著者・桜井靖久、谷下一夫、菊地眞、与五沢利夫、秋山太一郎）を発表する。同年12月、山形県鶴岡市の工業団地内に工場を設立する。
- 1978年（昭和53年）、徳島大学医学部胸部外科の講師となる（1984年まで）。
- 1979年（昭和54年）製作の映画「月山」（監督・村野鐵太郎、原作・森敦）に美術スタッフとして参加する。
- 1980年（昭和55年）公開の映画「北斎漫画」（監督・脚本・新藤兼人）にスタッフとして参加する。
- 1981年（昭和56年）10月、生体モデルの開発で第1回科学技術庁長官賞を受賞する。同年、弘前大学医学部の講師となる（1986年まで）。
- 1982年（昭和57年）、高研社に社長直轄の組織として「高研シンクタンク」を設立する。
- 1984年（昭和59年）、クロマトグラフィに用いる「ＫＢカラム」で日刊工業新聞十大新製品賞を受賞する。
- 1985年（昭和60年）製作の映画「国東物語」（監督・村野鐵太郎、原作・脚本・髙山由紀子、撮影・吉岡康弘）に美術スタッフとして参加する。
- 1986年（昭和61年）6月23日、荘内日報社の社長に就任する。
- 1987年（昭和62年）、勲四等瑞宝章を受章する。
- 1988年（昭和63年）、高研社の研究所の名称を「バイオサイエンス研究所」と改称する。
- 1991年（平成3年）7月、「創業者は語る－わが経営わが人生－」（中小企業金融公庫 東京支店 東友会発行）掲載。
- 1996年（平成8年）5月30日、荘内日報社会長に就任する。同年10月、高研社代表取締役会長に就任する。この頃高研社の鶴岡工場に牛頭天王供養塔を建立する。
- 2000年（平成12年）、荘内日報社相談役に就任する。
- 2001年（平成13年）10月、高研社より「外装プロテーゼ」部門を独立させる。
- 2006年（平成18年）1月5日 午前6時40分に、慢性腎不全のため東京都新宿区下落合の自宅で死去する。同年、鶴岡市は遺族からの寄附を受け、児童生徒の科学技術教育推進のために「秋山太一郎科学技術教育振興基金」を設けた。

## 著作物

### 著書
- 「これから北国の時代が来る」（1987年5月）荘内日報社
- 「秋山太一郎対談集」水戸部浩子：監修（1991年10月）高研

### 博士論文
- 「塩化安門投与が歯ならびに歯周組織におよぼす影響に関する実験的研究」 1948年3月18日 東京大学